# アーナンクー
アーナンクーは、空手道の型の一つ。南光、阿南君、安南空とも書かれる。喜屋武朝徳によって構成された。アーナンクーは「南からの光」を意味しているという説と、喜屋武が台湾から戻ってきた際に沖縄で広めたからであるという説がある。
この型は「前屈立ち」及び「斜め前屈立ち」（半前屈立ち）の姿勢を基本とした攻撃と防御の技術から構成されている。斜め前屈立ちは少林寺流、少林流、小林流及び松林流によって導入されたものである。